# Dark Horse Comics
Dark Horse Comics je americké komiksové vydavatelství založené Mikem Richardsonem v Milwaukie ve státě Oregon roku 1986. Začátky sahají do roku 1980, kdy si Richardson otevřel svůj první obchod s komiksy, Pegasus Books v Bendu v Oregonu. Z této maloobchodní činnosti měl dost prostředků na založení vlastní nakladatelské společnosti.
Prvními tituly vydanými v roce 1986 byly Dark Horse Presents a Boris the Bear a během jednoho roku přidal dalších devět nových titulů, včetně Hellboye, The American, The Mask, Trekker a Black Cross. Jedním z doposud nejznámějších děl spojovaných s Dark Horse je Sin City Franka Millera. Během několika let si vybudovali pověst a mohli tak vydávat licencovaná díla jako Aliens, Buffy the Vampire Slayer, Conan, Star Wars.
V roce 2011 přišel comeback Dark Horse Presents včetně návratu komiksu Concrete amerického komiksového tvůrce Paula Chadwicka nebo Criminal Macabre od autora Steva Nilese. Do řad tvůrců Dark Horse Comics přibyly i nové talenty, jako je Sanford Greene, Carl Speed McNeil nebo Nate Crosby a jiní. V půlce roku 2018 byla vydána sada komiksů pro Mysticons.
Dark Horse také vydává tvůrci vlastněné komiksy jako Sin city a 300 Franka Millera, Hellboy Mika Mignoly nebo Usagi Yojimbo Stana Sakaie.
Stejně jako Dell a Gold Key byl Dark Horse jedním z mála hlavních amerických vydavatelů komiksů, které na svých obálkách nikdy nezobrazovaly pečeť Comics Code Authority.

## Hrdinové Dark Horse / Comics Greatest World (1993–1996)
Od roku 1993 do roku 1996 vydával Dark Horse řadu superhrdinských komiksů pod značkou Comics Greatest World, později přejmenovanou na Dark Horse Heroes. Po roce 1996 se vydávání této řady téměř zastavilo a na začátku devadesátých let se zastavila výroba jakýchkoli knih týkajících se postav s vydáním posledních křížových knih, které se týkaly Ducha.